# Уланин, Дмитрий Дмитриевич
Дмитрий Дмитриевич Уланин (1919—1967) — младший лейтенант Советской Армии, участник Великой Отечественной войны, Герой Советского Союза (1945).

## Биография
Родился 27 ноября 1919 года в деревне Славянка (ныне не существует, находилась на территории современного Табунского район Алтайского края). Окончил четыре класса школы. Проживал и работал в Прокопьевске. В декабре 1942 года Уланин был призван на службу в Рабоче-крестьянскую Красную Армию. С июля 1943 года — на фронтах Великой Отечественной войны. В боях два раза был ранен.
К октябрю 1944 года сержант Дмитрий Уланин был наводчиком орудия 1184-го истребительно-противотанкового полка 20-й отдельной истребительно-противотанковой артиллерийской бригады 65-й армии 1-го Белорусского фронта. Отличился во время освобождения Польши. В начале октября 1944 года расчёт Уланина участвовал в отражении пяти немецких контратак, уничтожив 2 танка, 3 пулемёта и большое количество солдат и офицеров противника. 6 октября 1944 года во время отражения очередной немецкой контратаки Уланин лично уничтожил 2 танка противника, сам был ранен, но продолжал сражаться.
Указом Президиума Верховного Совета СССР от 21 февраля 1945 года за «мужество и героизм, проявленные в боях на Сероцком плацдарме», сержант Дмитрий Уланин был удостоен высокого звания Героя Советского Союза с вручением ордена Ленина и медали «Золотая Звезда» за номером 4695.
В августе 1945 года Уланин окончил курсы младших лейтенантов. В 1947 году он был уволен в запас. Проживал и работал в Прокопьевске. Скоропостижно умер 5 апреля 1967 года.
Был также награждён орденом Славы 3-й степени и рядом медалей.
В честь Уланина названа улица в Прокопьевске.